# 黄金𩾇传说
『黄金鯱（鱼虎）伝説グランスピアー』（おうごんしゃちでんせつグランスピアー、GRAMSPEAR The Legend of Golden Shachihoko）是2013年在东海电视台放送的特摄电视剧。

## 介绍
霸道石在战国时代从中国传到日本，德川家康怕霸道石被其他人拿到，所以照海神特里顿说的，把八个黃金鯱变成鯱神封印霸導石。到现代，妖神恐悍复活想用霸道石征服毁灭世界。